# Asperula brachyantha
Asperula brachyantha är en måreväxtart som beskrevs av Pierre Edmond Boissier. Asperula brachyantha ingår i släktet färgmåror, och familjen måreväxter.
Artens utbredningsområde är Iran. Inga underarter finns listade i Catalogue of Life.